# Anacoemastis
Anacoemastis é um gênero de traça pertencente à família Agonoxenidae.